# Сарафанов, Геннадий Васильевич
Генна́дий Васи́льевич Сарафа́нов (1 января 1942, Синенькие, Саратовская область — 29 сентября 2005, Леониха, Московская область) — лётчик-космонавт СССР, кандидат технических наук, полковник (2 сентября 1974), Герой Советского Союза (1974).

## Биография
Родился в селе Синенькие Саратовской области. Детские и школьные годы провёл в Саратове, где в 1959 году окончил среднюю школу № 16. В 1960 году окончил один курс 6-го военного училища первоначального обучения лётчиков ВВС Прибалтийского военного округа в Каменке. В том же году поступил в Балашовское высшее военно-авиационное училище лётчиков, которое окончил в 1964 году, получив диплом «лётчика-инженера». После окончания училища служил в авиационных частях Военно-воздушных сил СССР. Был помощником командира корабля, правым лётчиком 128-го гвардейского военно-транспортного авиационного полка 11-й гвардейской военно-транспортной авиационной дивизии Прибалтийского военного округа. За время службы освоил несколько типов самолётов.
В 1965 году зачислен в отряд советских космонавтов (3-й набор ВВС). С ноября 1965 по июнь 1974 года проходил полный курс общекосмической подготовки и подготовки к полётам на космических кораблях типа «Союз» и орбитальных станциях типа «Салют» («Алмаз»). В июле 1974 года вместе с Львом Степановичем Дёминым входил в состав дублирующего экипажа космического корабля «Союз-14».
С 26 по 28 августа 1974 года совершил полёт в космос в качестве командира космического корабля «Союз-15» (вместе с Львом Дёминым). В результате нештатной ситуации в работе системы сближения предусмотренная программой полёта стыковка с орбитальной станцией «Салют-3» не состоялась, и экипаж «Союза-15» досрочно вернулся на Землю, совершив первую в мире ночную посадку. Продолжительность пребывания в космосе составила 2 дня 12 минут 11 секунд.
Работал в Центре управления полётами и Центре подготовки космонавтов имени Ю. А. Гагарина. В 1975—1979 годах вновь готовился по программе «Алмаз» в составе группы космонавтов. В 1978 году заочно окончил Военно-воздушную академию имени Ю. А. Гагарина, получив степень кандидата технических наук. В 1979—1980 годах проходил подготовку к испытательному полёту на Транспортном корабле снабжения в качестве командира условного экипажа вместе с Владимиром Преображенским и Валерием Романовым. Однако полёт не состоялся в связи с закрытием пилотируемой программы ОПС «Алмаз» и ТКС.
В июле 1986 года по болезни покинул отряд космонавтов и уволился в запас из Вооружённых сил СССР. Работал заместителем председателя Правления общества «Знание», а затем старшим научным сотрудником промышленного объединения «Автоматика, наука и технология». В начале 1990-х годов работал помощником главы администрации города Щёлково Московской области.
Скончался на 64-м году жизни 29 сентября 2005 года из-за послеоперационных осложнений по поводу рака предстательной железы. Похоронен на кладбище села Леониха (вблизи Звёздного городка).

Бюст Сарафанова в селе Синенькие

Портрет Г. В. Сарафанова, Парк покорителей космоса им. Юрия Гагарина

## Воинские звания
- Лейтенант (26.10.1964).
- Старший лейтенант (13.12.1966).
- Капитан (16.10.1968).
- Майор (24.05.1971).
- Подполковник (7.05.1974).
- Полковник (2.09.1974).

## Почётные звания и награды
- Герой Советского Союза (Указ Президиума Верховного Совета СССР от 2 сентября 1974 года):
- орден Ленина (2.09.1974),
- медаль «За отличие в охране государственной границы СССР» (1977);
- медаль «За освоение целинных земель» (1974);
- семь юбилейных медалей;
- почётный гражданин городов Саратов, Калуга, Гагарин, Джезказган (Казахстан).

## Память
- Бюст космонавта Сарафанова Г. В. установлен в селе Синенькие Саратовской области.
- Барельеф-портрет Г. В. Сарафанова установлен в Парке покорителей космоса им. Юрия Гагарина, открытом 9 апреля 2021 г.